# Шоломов, Лев Абрамович
Лев Абрамович Шо́ломов (5 марта 1936 — 31 декабря 2024) — советский и российский математик, доктор физико-математических наук, профессор кафедры нелинейных динамических систем и процессов управления факультета ВМК МГУ, главный научный сотрудник Института системного анализа РАН.

## Биография
Родился 5 марта 1936 года в Москве. Окончил школу № 450 г. Москвы (1954), механико-математический факультет МГУ (1965). Обучался в очной аспирантуре Института прикладной математики АН СССР (1969—1972).
Кандидат физико-математических наук (1972), тема диссертации: «Об информационной сложности задач, связанных с минимальной реализацией булевых функций схемами» (научный руководитель О. Б. Лупанов). Доктор физико-математических наук (1989), тема диссертации: «Построение и анализ сложности механизмов выбора логическими методами». Учёное звание — профессор (1991). Действительный член РАЕН (2002).
Член Учёного совета и специализированного учёного совета ИСА РАН. Член редколлегии журнала «Прикладная дискретная математика». Член Научно-методического совета по информатике Минобразования России.
Работал в Институте проблем управления Академии наук (1962—1969 и 1972—1976). Работает в Институте системного анализа РАН (с 1976). В Московском университете работает по совместительству (с 2001) в должности профессора кафедры нелинейных динамических систем и процессов управления факультета ВМК МГУ.
Автор свыше 100 научных публикаций, в числе которых 2 монографии.